# Regno di Scozia
Il Regno di Scozia (in gaelico scozzese Rioghachd na h-Alba; in scots: Kinrick o Scotland; in inglese Kingdom of Scotland) fu uno stato sovrano situato nell'Europa nord-occidentale, esistito dall'843 al 1707. Occupava il nord settentrionale dell'isola di Gran Bretagna, confinava con il Regno d'Inghilterra a sud, con il Mare del Nord a est, l'Oceano Atlantico a nord e a ovest, con il Canale del Nord e il Mare d'Irlanda a sud-ovest. Fu soggetto a diverse invasioni da parte degli inglesi, ma con Roberto I Bruce combatté una serie di guerre di indipendenza che ebbero successo e consentirono al Paese di rimanere indipendente per tutto il tardo Medioevo. A seguito dell'annessione delle Ebridi e delle Northern Isles da parte del Regno di Norvegia nel 1266 e nel 1472 rispettivamente, e la conquista finale del burgh reale di Berwick da parte del Regno d'Inghilterra nel 1482, il territorio del Regno di Scozia corrispose a quella dell'attuale Scozia. Nel 1603 Giacomo VI di Scozia divenne re d'Inghilterra, unendo Scozia ed Inghilterra in un'unione personale. Nel 1707 i due regni vennero uniti per costituire il Regno di Gran Bretagna, sotto i termini dell'Atto di Unione.
La Corona era l'elemento più importante del governo. La monarchia scozzese nel Medioevo era una istituzione per la maggior parte itinerante, prima che Edimburgo si sviluppasse come capitale nella seconda metà del XV secolo. La Corona rimase al centro della vita politica e nel XVI secolo emerse come centro principale di mecenatismo artistico ed espositivo, fino a che non fu dissolta con l'Unione delle Corone nel 1603. La Corona scozzese adottò gli standard convenzionali degli stati monarchici dell'Europa occidentale del tempo, e sviluppò un Consiglio Privato e i grandi ufficiali dello Stato. Il Parlamento emerse anche come principale istituzione legale, ottenendo supervisione sulle tasse e sulla politica, ma non fu mai veramente centrale nella vita nazionale. Nel primo periodo, i re degli scozzesi dipendevano dai grandi lord, i mormaer e toísechs, ma a partire dal regno di Davide I, furono introdotti gli sceriffi, che permisero un controllo più diretto e limitarono gradualmente il potere dei principali signori. Nel XVII secolo la creazione del Giudice di pace e del Commissario alle forniture aiutarono ad aumentare l'efficacia del governo locale. L'esistenza continuativa delle corti aiutò a consolidare il potere dei laird locali.
Il Diritto di Scozia si sviluppò nel Medioevo e fu riformato e codificato nel XVI e XVII secolo. Con Giacomo VI le funzioni legali del Consiglio vennero razionalizzate, con Corti di sessione che si tenevano quotidianamente ad Edimburgo. Nel 1532 fu fondato il Collegio di giustizia, che portò alla formazione degli avvocati. Davide I fu il primo re scozzese conosciuto per aver stampato moneta; con l'Unione delle Corone del 1603, la sterlina scozzese fu fissata a solo un dodicesimo del valore della sterlina inglese. La Bank of Scotland stampò banconote dal 1704 e la valuta scozzese fu abolita con l'Atto di Unione del 1707, ma ancora oggi la Scozia mantiene le proprie banconote.
Prima di Edimburgo, la più grande città del paese, capitali della Scozia sono state le città di Scone, Dunfermline e Stirling. La popolazione del regno di Scozia nel 1700 era di circa 1,1 milione di persone.

## Storia
Il Regno venne fondato nell'843 da re Cináed I. Nel corso dei successivi 850 anni sviluppò sistemi legali e di istruzione propri, che ancora non esistevano, così come una diversa valuta e unità di misura. Inizialmente il Regno confinava a sud con il fiume Forth e il fiume Clyde. Il sud-ovest della Scozia rimaneva sotto il controllo del Regno di Strathclyde. Dal 638 la Scozia sudorientale cadde sotto il controllo del regno proto-Inglese di Bernicia, allora Regno di Northumbria. Questo territorio scozzese venne contestato con l'ascesa di Costantino II, infine nel 1018, cadde in mani scozzesi, quando Malcolm II spostò il confine verso il Sud, fino al fiume Tweed, confine che valiado tuttora.
Nel 1263, Scozia e Norvegia combatterono la Battaglia di Largs per il controllo delle isole Ebridi occidentali. Non fu una battaglia decisiva, ma la campagna dimostrò una volta per tutte che i norvegesi non potevano mantenere un efficace controllo su isole così distanti. Nel 1266 il re di Norvegia, Magnus VI, firmò il Trattato di Perth, che riconobbe la sovranità scozzese su quelle isole. Malgrado il trattato, l'indipendenza di fatto delle isole continuò sotto il titolo scozzese, Lord of Isles del clan Donald.

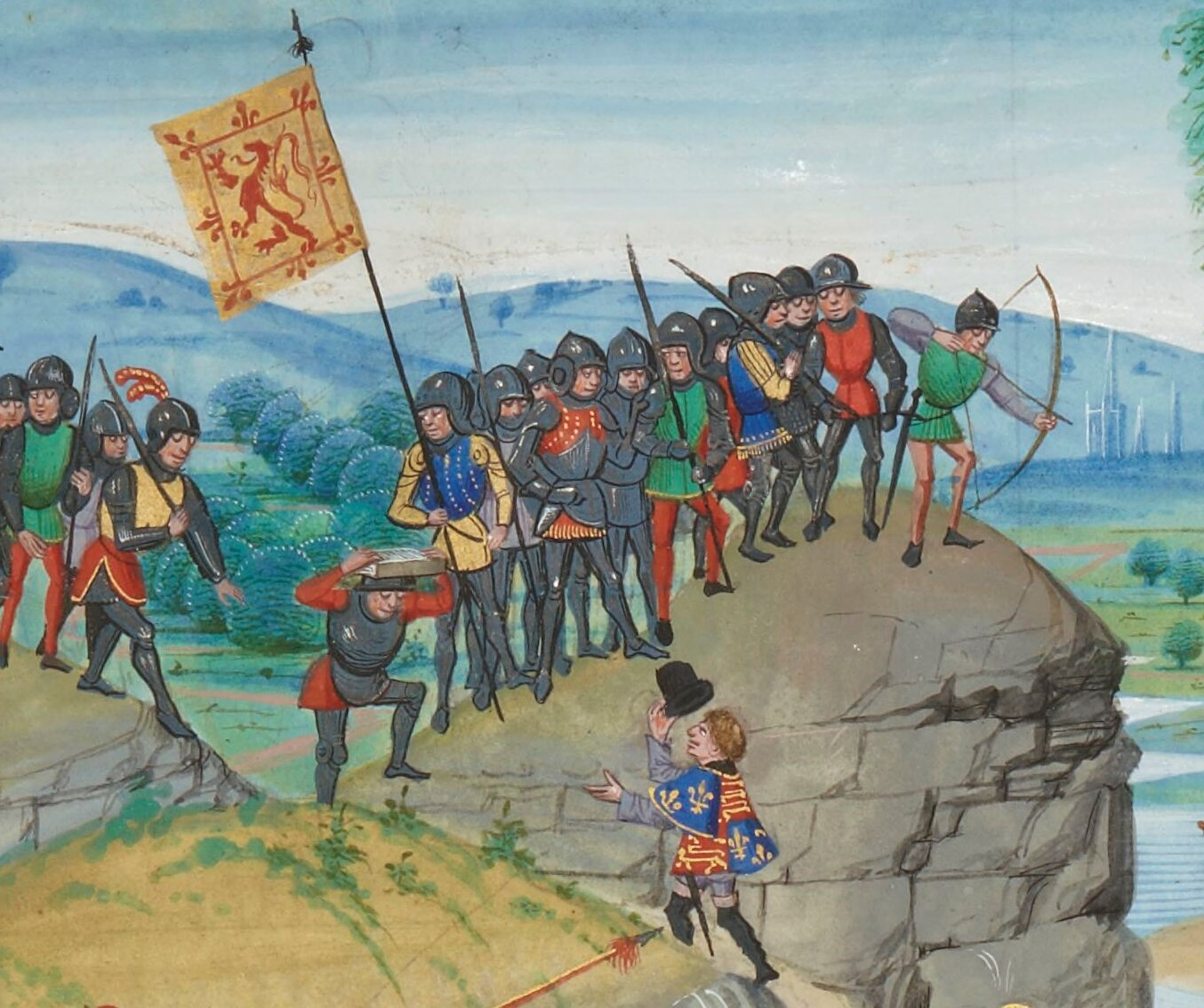
Soldati scozzesi nel XIV sec

La Auld Alliance, o Vecchia alleanza, fra Scozia e Francia in funzione anti-inglese fu la base, per secoli, della politica estera scozzese. Iniziata nel 1295, con il trattato firmato da John Balliol e Filippo IV di Francia, la Auld Alliance, fino al 1560 subì modifiche mantenendo comunque il suo importante ruolo negli accordi Franco-Scozzesi, ma anche inglesi. Nel 1512, in virtù di un trattato che estendeva la Auld Alliance, a tutti i cittadini scozzesi e francesi inoltre diventarono cittadini anche dell'altro Paese, una condizione non abrogata in Francia fino al 1903, e mai abrogata in Scozia.
I re di Scozia consideravano di fondamentale importanza strategica la fortezza di Stirling: famose furono, nel corso delle guerre di indipendenza scozzesi, la Battaglia di Stirling Bridge e di Bannockburn, quando emersero le figure storiche di William Wallace e di Robert Bruce. Nel 1320 un reclamo al Papa inviato dai nobili scozzesi, la Dichiarazione di Arbroath, convinse Papa Giovanni XXII ad annullare diversi atti di sottomissione dei re scozzesi agli inglesi, in modo che la sovranità della Nazione potesse essere riconosciuta dalle principali dinastie europee.
Nel 1468 l'ultima grande espansione del territorio scozzese avvenne quando Giacomo III sposò Margherita di Danimarca, portando in dote, sia le Isole Orcadi, che le Isole Shetland. Nel 1493 suo figlio, Giacomo IV, riuscì a risolvere la questione della quasi-indipendenza del Signore delle Isole, ponendo per la prima volta le isole Ebridi occidentali sotto effettivo controllo scozzese.
Il regno di Giacomo IV di Scozia è spesso considerato come un periodo di fioritura culturale, dove anche in questa landa desolata il Rinascimento ha cominciato a penetrare. Nel corso del XV secolo, si sono avuti grandi progressi anche nel campo dell'educazione, grazie alla fondazione delle università di Saint Andrews nel 1413, di Glasgow nel 1450 e di Aberdeen nel 1494, culminati nel 1496 con l'approvazione dell'Education Act.
Durante il XVI secolo in Scozia si propagò la Riforma protestante. Nella prima parte del secolo, iniziarono a diffondersi gli insegnamenti, prima di Martin Lutero, e poi di Giovanni Calvino. In questo periodo si assistette all'esecuzione di un certo numero di predicatori protestanti, soprattutto del luterano Patrick Hamilton nel 1527, e successivamente del calvinista George Wishart nel 1546, condannati per eresia dal cardinale Beaton a Saint Andrews, ma questi fu assassinato subito dopo l'esecuzione di George Wishart.
La riforma finale della chiesa scozzese, fu sancita nel 1560 dal Parlamento, durante il regno di Maria Stuarda, quando la maggior parte degli Scozzesi adottarono il calvinismo. La figura più influente fu quella di John Knox, discepolo, sia di Calvino, che di Wishart, mentre Il cattolicesimo romano rimase particolarmente diffuso nelle Highlands.
Nel 1603 re Giacomo VI di Scozia fu incoronato anche con l'appellativo di re Giacomo I d'Inghilterra, così la Scozia si trovò unita sotto lo stesso re, con l'Inghilterra e l'Irlanda, ma non sotto le stesse leggi. Il XVII secolo fu un periodo piuttosto convulso per la Scozia, a causa di un confronto religioso con Carlo I d'Inghilterra, che cercò di imporre la dottrina della preghiera inglese alla chiesa scozzese, tentativo che condusse per reazione alla creazione del National Covenant of the Church of Scotland, successivamente alla Guerre dei Vescovi, alla Guerra civile scozzese e alle Guerre dei tre regni. Dal 1651 al 1660 la Scozia venne occupata dall'esercito di Oliver Cromwell sotto la guida dell'ammiraglio George Monck.
Nel 1689 il principe olandese Guglielmo d'Orange divenne Guglielmo II di Scozia. Benché la "Gloriosa rivoluzione" sia stata prevalentemente un evento inglese, ebbe tuttavia un grande effetto anche sulla storia scozzese. Il Parlamento scozzese offrì la Corona di Scozia a Guglielmo, che accettò con le condizioni dell'Atto di reclamo dei diritti del 1689. Molti scozzesi sostennero Guglielmo, ma molti altri, specialmente nelle Highlands, rimasero legati a Giacomo VII di Scozia (Giacomo II d'Inghilterra). La sua causa, anche conosciuta come Giacobitismo, fu alla base di una serie di rivolte unite sotto il nome di Insurrezione giacobita. Una prima "Giacobite" si creò sotto John Graham, primo visconte di Dundee ("Bonnie Dundee") che sconfisse, nel 1689, le forze di Guglielmo nella Battaglia di Killiecranki, ma Dundee venne ucciso in combattimento, così l'esercito Giacobita venne presto sconfitto nella Battaglia di Dunkeld. La completa sconfitta di Giacomo VII in Irlanda da parte di Guglielmo nella Battaglia del Boyne nel 1690, seguita dal Massacro di Glencoe nel 1692, convinse, allo scopo di restituire valore alle loro posizioni, i restanti capi Clan delle Highlands a stringere un'alleanza con Guglielmo. Successivamente ebbero luogo le due rivolte giacobite del 1715 e del 1745, che terminarono soltanto con la sconfitta nella Battaglia di Culloden.
La fine del XVII secolo fu economicamente difficile per la Scozia. I pessimi raccolti dei "sette anni malati" o degli "anni magri" degli anni novanta, condussero alla carestia e ad un grande spopolamento. Il protezionismo inglese costrinse i commercianti scozzesi fuori dalle nuove colonie e contemporaneamente la politica estera inglese interruppe il commercio con la Francia. Di conseguenza molti scozzesi emigrarono in Irlanda del Nord. Nel 1695 il Parlamento scozzese promulgò una serie di leggi per porre rimedio alla disperata situazione economica, compresa la creazione della Banca di Scozia. La Legge per la sedimentazione delle scuole stabilì un sistema di formazione pubblica basato sulle parrocchie. La Compagnia della Scozia ricevette una concessione per raccogliere il capitale presso il pubblico per il commercio con l'Africa e le Indie. All'inizio del XVIII secolo la Scozia era un regno in crisi. La sua economia venne pesantemente indebolita a causa di una serie di gravi carestie. Il tentativo di risollevarsi dagli "anni magri" del 1690 tramite lo Schema di Darién fallì, sabotato deliberatamente dagli sforzi congiunti della Compagnia Inglese delle Indie Orientali, dei mercati finanziari internazionali di Amsterdam e da re Guglielmo: venne valutato che quasi 25% del capitale totale della Scozia venne perso nell'impresa di Darien.
Con l'atto di unione, il 1º maggio 1707 il Regno di Scozia si unì al Regno d'Inghilterra, formando il Regno di Gran Bretagna.

## Governo e politica

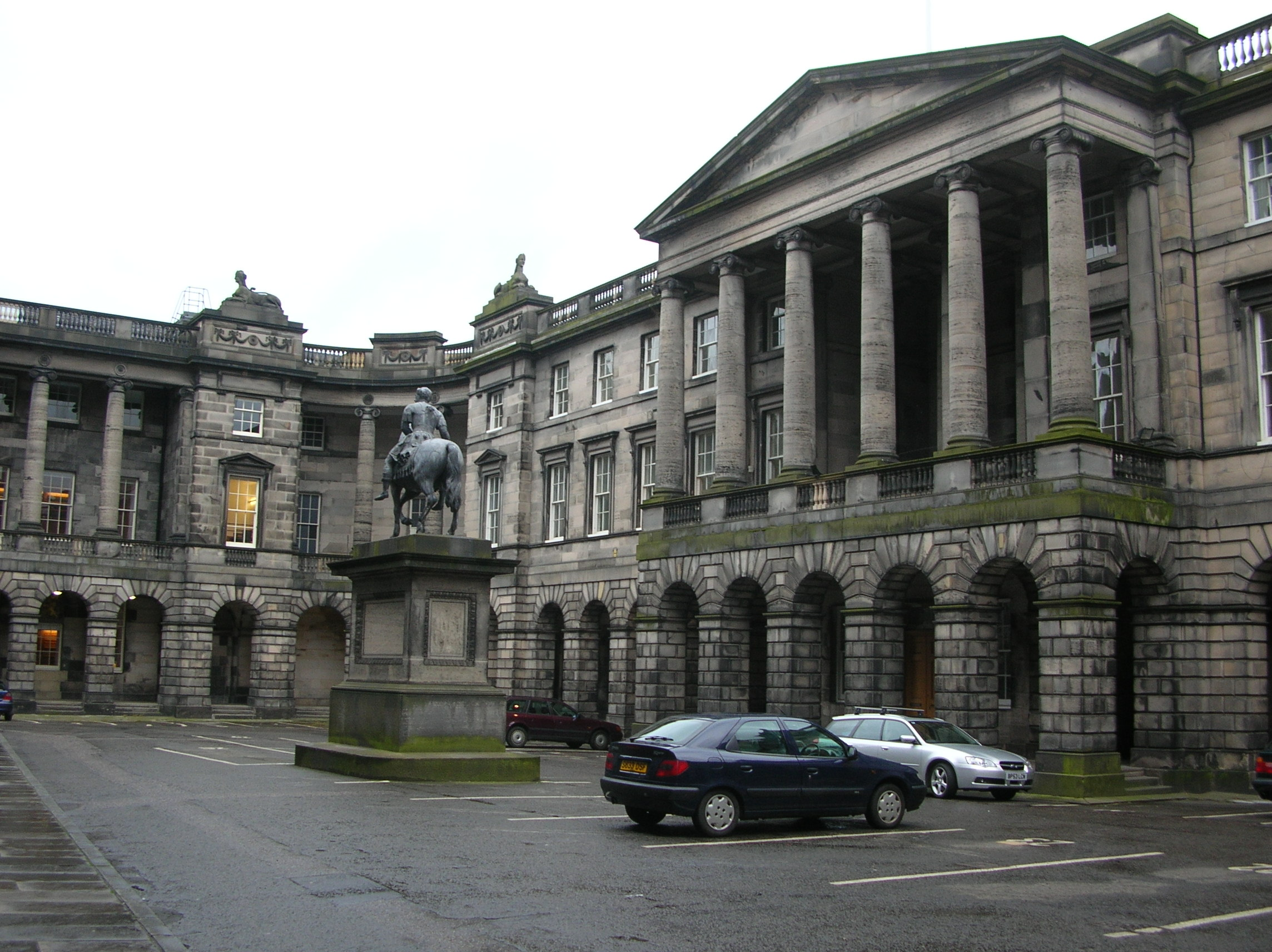
Parlamento scozzese

La struttura politica della Scozia è sempre stata storicamente complessa. Durante la maggior parte dell'esistenza del regno, comunque, si sono riscontrate la presenza di singole monarchie, o di un Alto Re. Sotto la sovranità dell'Alto re, erano presenti, sia capi che piccoli Re, mentre gli uffici vennero riempiti da un'assemblea con un sistema conosciuto chiamato Tanistry, unito ad un elemento ereditario con il consenso dei governatori. Solitamente, il candidato veniva nominato dall'ufficio corrente sul metodo di "morte ed erede": il re infatti sceglie quello che viene chiamato tanist, da tànaiste in gaelico scozzese.
Nel 1057, re Macbeth venne spodestato da Malcolm III. Durante il regno del re Davide I, l'influenza dei coloni Normanni in Scozia fece adottare la primogenitura come regola di successione, come già avveniva nella gran parte dell'Europa occidentale,  testimoniato dallo sviluppo "di un regno ibrido", una parte della quale venne governata da un mix di governi feudali, e dall'altra, da leggi la cui origine è da attribuirsi all'antica tradizione celtica. Questi governi iniziali non potevano essere considerati "parlamento" nel senso proprio del termine.
Inizialmente gli scozzesi concedevano la loro fedeltà soprattutto al loro capo Clan, o ad un possidente, così, l'Alto re, dovette fare buon viso a cattiva gioco, altrimenti vi era il rischio reale di un conflitto.
Il Parlamento di Scozia, era delegato a costituire le leggi. I membri, per quasi tutta la storia del Parlamento, erano collettivamente chiamati, le "tre caste". La prima casta era composta da prelati, vescovi ed abati, la seconda dai signori, duchi, conti e pari parlamentari, mentre la terza, dai commissari dei borghi. Dal XVI secolo, la seconda venne riorganizzata tramite una selezione di commissari della contea. Questa venne modificata per generare "una quarta casta", infine si è individuata "una quinta casta", composta dai titolari degli uffici reali. Fra gli storici parlamentari, comunque, queste identificazioni rimasero altamente controverse.
Il primo parlamento scozzese di cui si hanno notizie apparve agli inizi del XIII secolo e la prima riunione di cui si hanno prove certe avvenne nel 1235 a Kirkliston, durante il regno di Alessandro II. I due periodi, durante i quali il parlamento scozzese riuscì ad imporsi,  possono essere identificati tra il 1639 e il 1651 e tra il 1689 e il 1707.
Durante il periodo del Patto nazionale, il Parlamento scozzese emerse come tribuna politica e istituzionale, uno dei più complessi e potenti in Europa. Tra il 1640 e il 1641 crearono un programma di riforma costituzionale, rinnovato dal 1689, culminato con l'iscrizione dell'"Atto di reclamo dei diritti".
L'ultima sessione si tenne il 25 maggio 1707, dopo di che il Parlamento di Gran Bretagna assunse la responsabilità degli affari scozzesi, in base alle condizioni dell'Atto di Unione, con effetto dal 1º maggio 1707.

## Bandiera

Stemma reale di Scozia

La bandiera della Scozia è formata dal "salterio" cioè una croce decussata bianca, simbolo di Sant'Andrea, il Santo patrono della Scozia, su campo blu.
Nel linguaggio araldico, sarebbe: "d'azzurro, con decusse d'argento". La bandiera scozzese è una delle più antiche del mondo; la tradizione la data prima del IX secolo, il che ne fa la più antica bandiera nazionale ancora in uso.
Nel 1603, in seguito all'unione delle corone, re Giacomo I d'Inghilterra commissionò un nuovo disegno per uno stendardo che unisse la bandiera del Regno di Scozia e la bandiera del Regno d'Inghilterra. Nel 1606 venne creata l'Union Flag, in due versioni diverse, per rappresentare indipendentemente il proprio regno.
La versione scozzese presenta una croce di Sant'Andrea sopra una croce di San Giorgio, usata solo in Scozia dal 1606 al 1707. Al contrario, in Inghilterra, la versione inglese possedeva la croce di San Giorgio sopra la croce di Sant'Andrea, diventata, dal 1707, la bandiera utilizzata per rappresentare l'unificato Regno di Gran Bretagna, prima dell'annessione dell'Irlanda.

Lo Stendardo Reale di Scozia, conosciuto anche come il "Leone Rampante", era la bandiera del Regno di Scozia, nonché vessillo dello Stemma del Regno di Scozia. Rimase lo stendardo personale del re di Scozia, mentre oggi il suo utilizzo è riservato a poche alte cariche dello Stato che rappresentano ufficialmente il sovrano e sventola sopra le residenze reali in Scozia quando il monarca è assente.

La bandiera della Scozia
La versione "scozzese" della bandiera del Regno di Gran Bretagna
Il "Leone Rampante", Vessillo del Re di Scozia